# Гоголевский (Ростовская область)
Го́голевский — хутор в Милютинском районе Ростовской области.
Входит в состав Маньково-Березовского сельского поселения.

## Население
| 2010 |
| ---- |
| 201  |

## Улицы
| - ул. Гоголевская, - ул. Горянка, - ул. Заречная, - ул. Секретев, - ул. Узкая, | - пер. Плетневый, - пер. Плетневый, - пер. Пятихатка, - пер. Табунный. |